# Клаудия Дженнингс
Клаудия Дже́ннингс (англ. Claudia Jennings), настоящее имя Мэ́ри Айли́н Че́стертон (англ. Mary Eileen Chesterton; 20 декабря 1949, Эванстон, Иллинойс, США — 3 октября 1979, Малибу, Калифорния, США) — американская фотомодель и актриса.

## Биография и карьера
Клаудия Дженнингс родилась 20 декабря 1949 года в Эванстоне (штат Иллинойс, США). В 1967 году окончила Evanston H.S.. Её одноклассником был Тодд Маккарти.
В ноябре 1969 года Дженнингс стала девушкой месяца журнала Playboy. После успеха в журнале она начала сниматься в кино.

## Личная жизнь и смерть
В 1970—1975 годах состояла в гражданском браке с Бобби Хартом.
Летом 1979 года она начала отношения с риэлтором Стэном Херманом. Они расстались осенью того же года.
29-летняя Дженнингс погибла в автокатастрофе 3 октября 1979 года, когда направилась домой к своему бывшему возлюбленному Стэну Херману, чтобы забрать свои вещи. Предполагалось, что Клаудия, которая имела проблемы с наркотиками, во время потери управления автомобилем находилась в состоянии наркотического опьянения, но вскрытие показало, что в её организме на момент аварии наркотических веществ не присутствовало.

## Фильмография
| Год  |   | Русское название                     | Оригинальное название          | Роль                          |
| ---- | - | ------------------------------------ | ------------------------------ | ----------------------------- |
| 1971 | ф | Джад                                 | Jud                            | Санни                         |
| 1971 | ф | Машина любви                         | The Love Machine               | Дарлин                        |
| 1971 | с | Айронсайд                            | Ironside                       | Маралин                       |
| 1972 | ф | Мачеха                               | The Stepmother                 | Рита                          |
| 1972 | ф | —                                    | The Unholy Rollers             | Карен Уокер                   |
| 1972 | ф | —                                    | Trampa mortal                  | н/д                           |
| 1973 | ф | Групповой брак                       | Group Marriage                 | Элейн                         |
| 1973 | с | Барнаби Джонс                        | Barnaby Jones                  | Дениз Фрейзер                 |
| 1973 | ф | 40 карат                             | 40 Carats                      | Габриэлла                     |
| 1973 | с | Семейка Брейди                       | The Brady Bunch                | Тейми Катлер                  |
| 1973 | ф | Приманка для аллигатора              | 'Gator Bait                    | Дезире Тибодо                 |
| 1974 | ф | —                                    | Willy & Scratch                | Дженнифер                     |
| 1974 | ф | Женщины, останавливающие грузовики   | Truck Stop Women               | Роуз                          |
| 1974 | с | ФБР                                  | The F.B.I.                     | Джудит Гриннелл               |
| 1974 | ф | Незамужние девушки                   | The Single Girls               | Эллисон                       |
| 1974 | с | Кеннон                               | Cannon                         | Сьюзан Уильямс / Леона Уилсон |
| 1974 | с | —                                    | The Manhunter                  | Пегги                         |
| 1975 | с | Двигаясь                             | Movin’ On                      | Энн                           |
| 1975 | с | Карибе                               | Caribe                         | Джин Бенедикт                 |
| 1976 | с | Улицы Сан-Франциско                  | The Streets of San Francisco   | Иви                           |
| 1976 | ф | Человек, который упал на Землю       | The Man Who Fell to Earth      | жена Питера                   |
| 1976 | ф | Сёстры смерти                        | Sisters of Death               | Джуди                         |
| 1976 | ф | Великая техасская погоня с динамитом | The Great Texas Dynamite Chase | Кэнди Морган                  |
| 1977 | ф | Экспресс в Лунном округе             | Moonshine County Express       | Бетти Хаммер                  |
| 1978 | ф | Смертельный спорт                    | Deathsport                     | Динир                         |
| 1978 | с | Лукан                                | Lucan                          | Дебби Керн                    |
| 1979 | ф | Беспутная компания                   | Fast Company                   | Сэмми                         |
| 1979 | с | —                                    | 240-Robert                     | Барбара Райс                  |